# Брённёйсуннский мост
Брённёйсуннский мост (норв. Brønnøysundbrua ) — автодорожный мост около города Брённёйсунн, Норвегия. Соединяет остров Тургет (норв. Torget) с материком. Является частью дороги №54 (fylkesvei 54). Открытие моста состоялось 23 октября 1979 года. Мост сооружен по проекту норвежской фирмы Aas-Jakobsen AS.

## Конструкция
Мост железобетонный рамно-консольный. Общая длина — 550 м. Расположен на горизонтальной кривой. Имеет 20 пролётов, максимальный пролёт – 110 м. Пролётное строение из преднапряжённого железобетона сооружалось методом уравновешенного навесного бетонирования. Балка пролётного строения — коробчатая постоянной ширины с изменяющейся высотой. На мосту две полосы движения для движения транспорта и пешеходный тротуар.